# Mesochorus jacobus
Mesochorus jacobus là một loài tò vò trong họ Ichneumonidae.